# ضيراك
الضَيْرَاك أو أبو صنصون (الاسم العلمي: Caranx heberi) هو نوع من الأسماك البحرية الكبيرة المصنفة تتبع فصيلة الشيميات . تنتشر أسماك الضيراك في جميع أنحاء المحيط الهندي الاستوائي وشبه الاستوائي والمحيط الهادئ الغربي، بدءًا من جنوب إفريقيا في الغرب إلى فيجي واليابان وشمال أستراليا في الشرق. يعيش في المياه الساحلية في جميع أنحاء نطاقه، ويفضل المياه الصافية ذات العمق المعتدل على المياه الصخرية والشعاب المرجانية. يمكن تمييز سمك الضيراك بسهولة من خلال زعانفه الصفراء والفص العلوي الداكن للزعنفة الذيلية، بالإضافة إلى مجموعة من السمات التشريحية الأخرى. من المعروف أن هذا النوع يصل إلى حجم أقصى يبلغ متر واحد. وهو سمك مفترس يعيش في قاع البحار، ويشكل عادة أسرابًا صغيرة حيث يتخذ مجموعة متنوعة من الأسماك ورأسيات الأرجل والقشريات فريسةً. لا يُعرف سوى القليل عن التكاثر في هذا النوع، ويُفترض أن السَّرَأ يحدث في المناطق الأكثر استوائية من نطاقه، ومن المعروف أن صغار هذا النوع تعيش في الخلجان والمصبات الخليجية الكبيرة. غالبًا يُصطاد الضيراك باستخدام الخطاف والخيط والشباك المختلفة في مصايد الأسماك التجارية على الرغم من أنها لا تشكل جزءًا كبيرًا من السوق. كما أنها تحظى بشعبية كبيرة بين الصيادين بسبب قدرتها القتالية وقيمها الغذائية العالية.